# Championnat du Chili de football 1972
Navigation
Saison précédente Saison suivante
La saison 1972 du Championnat du Chili de football est la quarantième édition du championnat de première division au Chili. Les dix-huit meilleurs clubs du pays sont regroupés au sein d'une poule unique où elles s'affrontent deux fois, à domicile et à l'extérieur. En fin de saison, le dernier du classement est relégué et remplacé par le champion de Segunda Division, la deuxième division chilienne. 
C'est le club de Colo Colo qui remporte le championnat cette saison après avoir terminé en tête du classement final, avec trois points d'avance sur l'Unión Española et six sur le CF Universidad de Chile. C'est le onzième titre de champion du Chili de l'histoire du club.
Le tenant du titre, l'Unión San Felipe, évite de peu la relégation, après avoir terminé à l'avant-dernière place, à deux points du CD Everton de Viña del Mar, qui doit descendre en Segunda Division.

## Les clubs participants
| - Club Deportivo Huachipato - Colo Colo - Club Deportivo O'Higgins - CF Universidad de Chile - Unión Española - Santiago Wanderers - CSD Rangers - Deportes Magallanes - Club de Deportes Antofagasta | - Green Cross-Temuco - Club de Deportes Lota Schwager - Deportes Naval de Talcahuano - Promu de Segunda Division - CD Universidad Católica - Club Deportes Concepción - CD Everton de Viña del Mar - Unión San Felipe - Deportes Unión La Calera - Deportes La Serena |

## Compétition
Le barème utilisé pour établir le classement est le suivant :
- Victoire : 2 points
- Match nul : 1 point
- Défaite : 0 point

### Classement
| Rang | Équipe                         | Pts | J  | G  | N  | P  | Bp | Bc | Diff |
| ---- | ------------------------------ | --- | -- | -- | -- | -- | -- | -- | ---- |
| 1    | Colo Colo                      | 52  | 34 | 23 | 6  | 5  | 90 | 37 | +53  |
| 2    | Unión Española                 | 49  | 34 | 20 | 9  | 5  | 48 | 20 | +28  |
| 3    | CF Universidad de Chile        | 46  | 34 | 19 | 8  | 7  | 72 | 38 | +34  |
| 4    | Club Deportes Concepción       | 43  | 34 | 16 | 11 | 7  | 48 | 31 | +17  |
| 5    | Green Cross-Temuco             | 43  | 34 | 15 | 13 | 6  | 55 | 43 | +12  |
| 6    | Deportes La Serena             | 39  | 34 | 14 | 11 | 9  | 52 | 41 | +11  |
| 7    | CD Universidad Católica        | 39  | 34 | 14 | 11 | 9  | 42 | 41 | +1   |
| 8    | Deportes Magallanes            | 37  | 34 | 13 | 11 | 10 | 62 | 54 | +8   |
| 9    | Club Deportivo Huachipato      | 37  | 34 | 13 | 11 | 10 | 40 | 32 | +8   |
| 10   | Deportes Naval de Talcahuano P | 31  | 34 | 12 | 7  | 15 | 45 | 52 | -7   |
| 11   | Club de Deportes Lota Schwager | 30  | 34 | 9  | 12 | 13 | 40 | 52 | -12  |
| 12   | Club Deportivo O'Higgins       | 26  | 34 | 8  | 10 | 16 | 45 | 54 | -9   |
| 13   | Unión La Calera                | 24  | 34 | 8  | 8  | 18 | 45 | 62 | -17  |
| 14   | Santiago Wanderers             | 24  | 34 | 8  | 8  | 18 | 36 | 59 | -23  |
| 15   | Club de Deportes Antofagasta   | 24  | 34 | 10 | 4  | 20 | 42 | 66 | -24  |
| 16   | CSD Rangers                    | 24  | 34 | 8  | 8  | 18 | 32 | 62 | -30  |
| 17   | Unión San Felipe T             | 23  | 34 | 9  | 5  | 20 | 44 | 64 | -20  |
| 18   | CD Everton de Viña del Mar     | 21  | 34 | 7  | 7  | 20 | 36 | 66 | -30  |

|  | Qualification pour la Copa Libertadores 1973      |
|  | Relégation directe en Segunda Division            |
|  | T : Tenant du titre P : Promu de Segunda Division |

## Bilan de la saison
| Championnat du Chili de football 1972 |                            |
| Champion                              | Colo Colo (11e titre)      |
| Qualifications continentales          |                            |
| Copa Libertadores 1973                | Colo Colo                  |
| Copa Libertadores 1973                | Unión Española             |
| Promotions et relégations             |                            |
| Promus en Primera División            | Club Deportivo Palestino   |
| Relégués en Segunda División          | CD Everton de Viña del Mar |